# Monster A-Go-Go
Monster A-Go-Go è il quarto album in studio dei The Fuzztones, pubblicato nel 1992.

## Tracce
1. Jack the Ripper – 3:56 (Charles Stacy, Clarence Roger Stacy, Joe Simmons, Walter Haggin) – Cover di un brano di Screaming Lord Sutch del 1976[1][4]
2. All Black and Hairy – 2:28 (David Edward Sutch) – Cover di un brano di Screaming Lord Sutch[1]
3. Charlotte's Remains – 4:23 (testo: Rudi Protrudi, Rob Kennedy)
4. Dinner with Drac – 3:19 (Jon Sheldon) – cover di un brano di John Zacherle del 1958
5. Night of the Phantom – 2:50 (Larry Roquemore, Larry Slater) – Cover di un brano di Larry and the Blue Notes
6. The Witch – 2:39 (Gerry Roslie) – Cover di un brano dei The Sonics[1][4]
7. Happy Halloween – 2:22 (Mann, Wisner)
8. D.O.A. – 5:52 (Rick Cobb / Ed Grundy / Steve Hill / Lee Pickens / Jim Rutledge / Nick Taylor) – Cover di un brano dei Bloodrock[1]
9. Cellar Dweller – 3:22 (Baker, Knight)
10. I'm the Wolfman – 2:40 (Round Robin)
11. She's My Witch – 3:19 (Kip Tyler) – Cover di un brano di Kip Tyler[1]
12. Goin' to a Graveyard – 2:33 (Carroll, Hill, Burton)
13. Night of the Vampire – 4:26 (Roky Erickson[1][4])

Durata totale: 44:09

## Formazione
- Rudi Protrudi: voce, chitarra, pianoforte
- Phill Arriagada: chitarra, cori
- Mick Czekaj: batteria
- Chris Harlock: basso
- Jake Cavaliere: organo

### Musicisti addizionali
- Bob Shreiner - voce nella intro di Jack the Ripper
- Jimmie Iamurri, Steve McMullan, Dale Lavi - cori in Horror Asparagus Stories